# 1931 w filmie
Wydarzenia filmowe w 1931 roku.

## Wydarzenia
- 9 stycznia – rząd austriacki (pod naciskiem narodowych socjalistów) zakazuje publicznego wyświetlania antywojennego filmu amerykańskiego Na zachodzie bez zmian w reżyserii Lewisa Milestone’a.

## Premiery

### Filmy polskie
- 5 lutego – Serce na ulicy
- 7 marca – Uwiedziona – reż. Michał Waszyński
- 18 maja – Niebezpieczny raj
- 19 września – Dziesięciu z Pawiaka
- 8 października – Krwawy Wschód
- 19 grudnia – Straszna noc
- 30 grudnia – Cham
- Głos serca
- Kobieta, która się śmieje
- Świat bez granic

### Filmy zagraniczne
- Frankenstein – reż. James Whale
- Mata Hari – reż. George Fitzmaurice
- Światła wielkiego miasta (City Lights) – reż. Charlie Chaplin
- Wróg publiczny nr 1 (The Public Enemy) – reż. William A. Wellman
- Confessions of a Co-Ed – reż. David Burton, Dudley Murphy, wyk. Phillips Holmes, Sylvia Sidney, Martha Sleeper, Claudia Dell
- I Surrender Dear – reż. Mack Sennett, wyk. Bing Crosby, Arthur Stone
- One More Chance – reż. Mack Sennett, wyk. Bing Crosby, Arthur Stone, Patsy O’Leary, Matty Kemp

## Nagrody filmowe
- Oscary
  - Najlepszy film – Cimarron
  - Najlepszy aktor – Lionel Barrymore (Wolne dusze)
  - Najlepsza aktorka – Marie Dressler (Min i Bill)
  - Wszystkie kategorie: 4. ceremonia wręczenia Oscarów

## Urodzili się
- 1 stycznia:
  - Renata Maklakiewicz, polska aktorka (zm. 1991)
  - Jerzy Ambroziewicz, polski scenarzysta (zm. 1995)
  - Janusz Mirczewski, polski aktor (zm. 2004)
- 3 stycznia – Wiesława Kotarska-Kubisz, polska aktorka (zm. 2015)
- 5 stycznia – Robert Duvall, amerykański aktor i reżyser
- 9 stycznia – Henryk Kluba, polski reżyser, aktor i producent filmowy (zm. 2005)
- 17 stycznia – James Earl Jones, amerykański aktor (zm. 2024)
- 28 stycznia – Lucia Bosé, włoska aktorka (zm. 2020)
- 6 lutego – Mamie Van Doren, amerykańska aktorka
- 8 lutego – James Dean, amerykański aktor (zm. 1955)
- 17 lutego – Konstancja Tulewicz, polska aktorka (zm. 2009)
- 17 marca – Eugeniusz Robaczewski, polski aktor (zm. 2003)
- 22 marca – William Shatner, amerykański aktor
- 26 marca – Leonard Nimoy, amerykański aktor (zm. 2015)
- 27 marca – David Janssen, amerykański aktor (zm. 1980)
- 8 kwietnia – John Gavin, amerykański aktor (zm. 2018)
- 13 kwietnia – Robert Enrico, francuski reżyser i montażysta (zm. 2001)
- 31 maja – Bogumił Kobiela, polski aktor komediowy (zm. 1969)
- 5 czerwca – Jacques Demy, francuski reżyser (zm. 1990)
- 17 czerwca – Ignacy Gogolewski, polski aktor (zm. 2022)
- 20 czerwca – Olympia Dukakis, amerykańska aktorka (zm. 2021)
- 1 lipca – Leslie Caron, francuska aktorka
- 26 lipca – Zdzisław Kuźniar, polski aktor
- 12 września – Ian Holm, angielski aktor (zm. 2020)
- 17 września – Anne Bancroft, amerykańska aktorka (zm. 2005)
- 29 września – Anita Ekberg, szwedzka aktorka (zm. 2015)
- 30 września – Angie Dickinson, amerykańska aktorka
- 23 października – Diana Dors, brytyjska aktorka (zm. 1984)
- 3 listopada – Monica Vitti, włoska aktorka (zm. 2022)
- 30 listopada/1 grudnia – Jan Himilsbach, polski aktor, pisarz i scenarzysta (zm. 1988)
- 2 grudnia – Nadja Regin, serbska aktorka (zm. 2019)
- 11 grudnia – Rita Moreno, portorykańska aktorka
- 31 grudnia – George Ardisson, włoski aktor (zm. 2014)

## Zmarli
- 27 listopada – Lia de Putti, węgierska aktorka (ur. 1897)